# نيكولاي يورغنسن
نيكولاي يورغنسن (بالدنماركية: Nicolai Jørgensen)‏ (بالدنماركية: Nicolai Jørgensen) (و. 1991  م) هو لاعب كرة قدم، من الدنمارك، شارك في كأس العالم لكرة القدم 2018، يلعب كمهاجم.

## مسيرته الكروية
لعب نيكولاي يورغنسن خلال مسيرته الاحترافية مع 5 أندية في ثلاثة عشر موسمًا وسجل خلالها 92 هدفًا ضمن 241 مباراة. حيث فاز في ثلاثة مواسم بالكأس وفي ثلاثة مواسم بالدوري.
خاض نيكولاي يورغنسن مسيرته مع البورك بولدسبيلكلوب ‏ في موسم 2008–09 ولمدة موسمين، مشاركًا في 32 مباراة سجل خلالها 6 أهداف. ثم انتقل إلى نادي باير 04 ليفركوزن في موسم 2010–11 ولمدة موسمين، حيث شارك في 10 مباريات ولم يسجل أي هدف. لينتقل بعدها إلى نادي كايزرسلاوترن في موسم 2011–12 لمدة موسم واحد، مشاركًا في 5 مباريات ولم يسجل أي هدف أيضًا. ثم انتقل إلى نادي كوبنهاغن في موسم 2012–13 ليلعب معه أربعة مواسم، مشاركًا في 99 مباراة سجل خلالها 43 هدفًا. هذا وانتقل لاحقًا إلى نادي فاينورد في موسم 2016–17 ليلعب معه أربعة مواسم، مشاركًا في 95 مباراة سجل خلالها 43 هدفًا أيضًا.

## روابط خارجية
- نيكولاي يورغنسن على موقع الاتحاد الدولي (مؤرشف)  (الإنجليزية)
- نيكولاي يورغنسن على موقع الاتحاد الأوربي (الإنجليزية)
- نيكولاي يورغنسن على موقع اتحاد تركيا (لاعب) (الإنجليزية)
- نيكولاي يورغنسن على موقع قاعدة بيانات كرة القدم.إي يو (الإنجليزية)
- نيكولاي يورغنسن على موقع بيانات كرة القدم. دي إي (الألمانية)
- نيكولاي يورغنسن على موقع ناشيونال فوتبول تيمز (الإنجليزية)
- نيكولاي يورغنسن على موقع Soccerbase.com (لاعب) (الإنجليزية)
- نيكولاي يورغنسن على موقع Soccerway.com (الإنجليزية)
- نيكولاي يورغنسن على موقع عالم كرة القدم.نت (الإنجليزية)
- نيكولاي يورغنسن على موقع AS.com (الإسبانية)